# Joan Armet de Castellví
Joan Armet de Castellví, també conegut amb el sobrenom de Kinké, (Terrassa, 30 de juny de 1895 - Madrid, 5 d'octubre de 1956) fou un futbolista català dels anys 1910 i 1920, posteriorment entrenador de futbol.

## Trajectòria
Joan Armet nasqué en el si d'una família de l'aristocràcia catalana. Juntament amb els seus germans Francesc i Jordi formà una de les nissagues de futbolistes més destacades dels inicis del segle xx a Catalunya.
Començà a practicar el futbol a l'Universitary SC, passant posteriorment al RCD Espanyol. Tant a l'Universitary com a l'Espanyol jugà al costat dels seus germans.
El març de 1917, amb 22 anys, marxà a Sevilla, ingressant al Sevilla FC on fou considerat un dels creadors de l'escola sevillista. Jugà durant deu temporades al club andalús i guanyà nou campionats d'Andalusia. Juntament amb els seus companys Escobar, Spencer, León i Brand formà una línia davantera que fou coneguda com la davantera de la por.
L'any 1927 finalitzà la seva etapa com a futbolista, iniciant la d'entrenador. Entre els club on fou entrenador destacaren el València CF, el Reial Betis, el Reial Madrid (entre 1941 i setembre de 1943) o el CE Sabadell FC.
Jugà amb la selecció catalana de futbol, amb la qual guanyà la Copa Príncep d'Astúries de futbol.

## Palmarès
Sevilla FC
- Campionat d'Andalusia: 1918-19, 1919-20, 1920-21, 1921-22, 1922-23, 1923-24, 1924-25, 1925-26, 1926-27